# Gholamhossein Farzami
Gholamhossein Farzami (Teheran, 12 giugno 1948 – Teheran, 19 febbraio 2025) è stato un calciatore iraniano, di ruolo centrocampista.

## Carriera

### Club
Giocò sempre nel campionato iraniano.

### Nazionale
Con la maglia della nazionale vinse la Coppa d'Asia 1968.

## Palmarès

### Nazionale
- Coppa d'Asia: 1

1968